# رافائل سوزا سیلوا نوایس
رافائل سوزا سیلوا نوایس (به پرتغالی: Rafael Souza Silva Novais) مدافع، مهاجم اهل برزیل است که در شهر ریودو ژانیرو و در تاریخ ۱۳ ژانویهٔ ۱۹۸۴ به دنیا آمده‌است.
رافائل سوزا سیلوا نوایس در تیم‌های فوتبال Ponte Preta سابقهٔ حضور دارد.